# Lochheim (Mettenheim)
Lochheim ist ein Ortsteil der Gemeinde Mettenheim und eine Gemarkung im oberbayerischen Landkreis Mühldorf am Inn.

## Geographie
Das Dorf Lochheim liegt 1,5 Kilometer östlich von Mettenheim südlich der Isen. Zwischen Ort und Fluss liegt die Trasse der Bundesautobahn 94.

## Geschichte
Lochheim gehörte zum Rentamt Landshut und zum Landgericht Neumarkt des Kurfürstentums Bayern. Mittels der Obmannschaft Lochheim übte das Erzstift Salzburg bis zu seiner Aufhebung im Jahr 1803 die niedere Gerichtsbarkeit über seine hiesigen Untertanen aus.
Lochheim wurde mit dem bayerischen Gemeindeedikt von 1818 eine selbstständige Gemeinde. Am 1. Oktober 1934 wurde Lochheim nach Mettenheim eingegliedert.